# Deutsche Montagszeitung
Die Deutsche Montagszeitung war eine von 1910 bis 1916 in Berlin erschienene Wochenzeitung. 
Sie wurde im Juli 1910 u. a. von Artur Landsberger, Hanns Heinz Ewers, Siegfried Jacobsohn und dem aus Sigmaringen stammenden August Stehle (1879–1947) gegründet, die aber nicht darauf achteten, auch auf den politischen Kurs Einfluss zu nehmen. Mit Claus von Bredow wurde jedenfalls ein nationalistischer Militärschriftsteller zum Chefredakteur bestellt, dessen politische Ausrichtung des Blattes Jacobsohn schon nach den ersten beiden Nummern zum Austritt aus der Redaktion veranlasste (das Theaterressort betreute er, dazu war er vertraglich verpflichtet, allerdings noch bis April 1912; sein Nachfolger wurde Heinrich Eduard Jacob).
Das Blatt geriet schon nach einem Jahr in eine schwere Krise, so dass Walter Steinthal im August 1911 Bredow als Chefredakteur ablöste. Unter Steinthals Leitung wurde aus der Zeitung eines der liberalsten Wochenblätter des Kaiserreichs, mit einer Auflage von 800 000 Exemplaren.
Quellen zur Gründungsgeschichte finden sich in: Siegfried Jacobsohn, Gesammelte Schriften, Göttingen 2005, Bd. 4, S. 196–199.